# UTC+14
UTC+14 je vremenska zona koja se nalazi neposredno zapadno od Međunarodne datumske granice te tako predstavlja prvi dio planete na kojoj počinje novi dan. 
- Koristi se:

## Kao standardno vrijeme cijela godina
- Kiribati
  - Linijski otoci
  - Božićni otok

## Vanjske poveznice
- Gradovi u vremenskoj zoni UTC+14